# Bierbrouwen

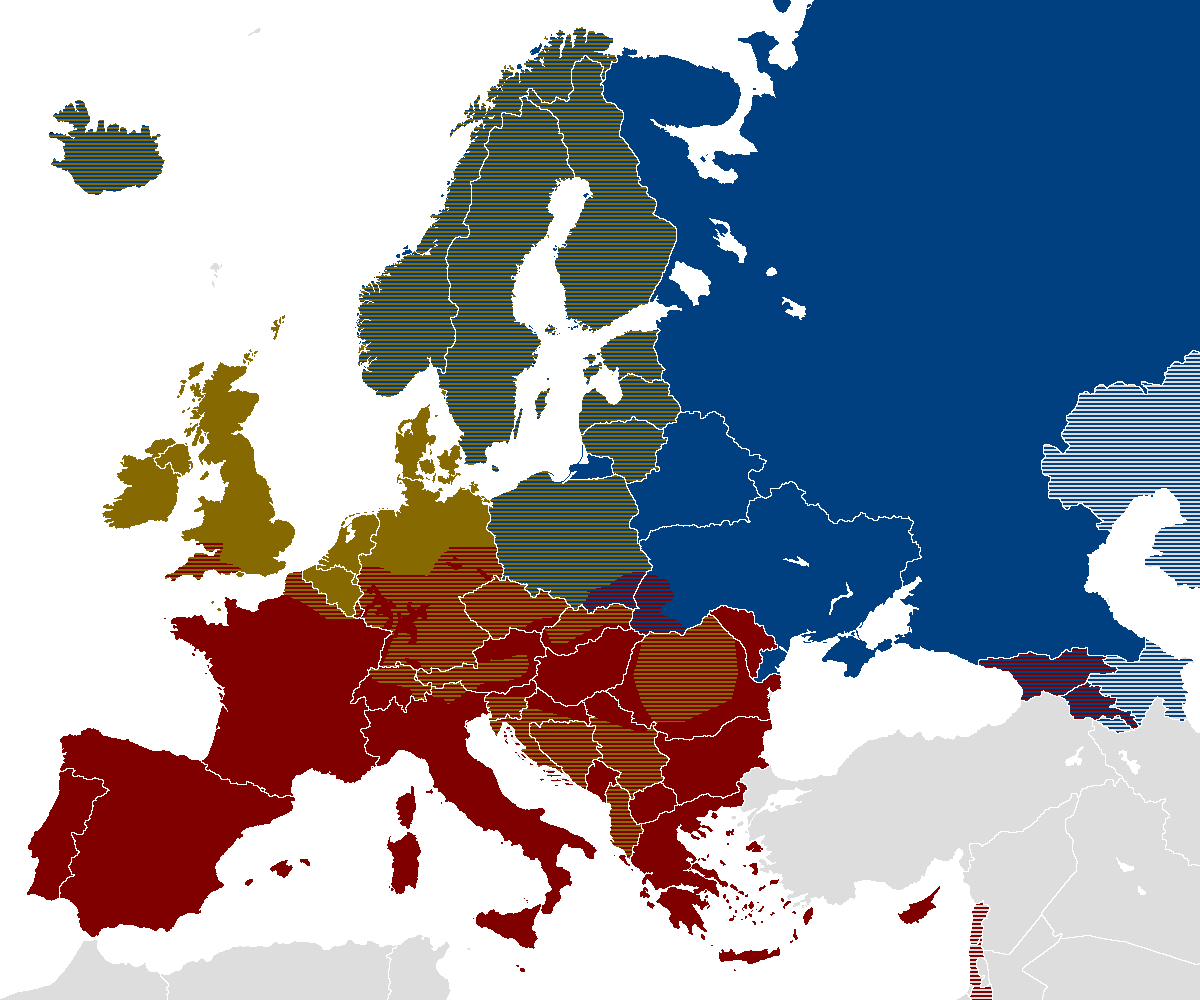
In de bruingeel gekleurde gebieden wordt vooral bier gedronken

Bierbrouwen is het bereiden van bier uit gerst, of andere graansoorten. Bier is de oudst bekende alcoholische drank en wordt al genoemd in het Gilgamesj-epos, Het bereidingsproces wordt beschreven in het oude Egypte en Mesopotamië, maar er werd omstreeks 6000 voor Christus al bier gebrouwen uit gerst in Soemerië en Babylonië. Verschillende benaderingen van het brouwproces leiden tot variatie in bieren en biersoorten. Getuige het grote aantal biersoorten is bij het brouwen van bier veel mogelijk, maar het basisproces is steeds hetzelfde.

## Basisprincipes
Zoals bij elke alcoholische drank speelt ook de bij de productie van bier vergisting van suikers een essentiële rol. Gisten zijn eencellige organismen die suikers omzetten in koolzuur en alcohol. Door bijvoorbeeld de suikers uit druiven of appels te vergisten kan alcoholische drank (wijn, appelcider) worden gemaakt. Omdat graan van nature nauwelijks suikers bevat, moet voor de productie van bier eerst gerst tot het suikerrijke wort worden verwerkt. Dit gebeurt door achtereenvolgens te mouten in de mouterij en te maischen in het brouwhuis.
Elke stap in het brouwproces is uiteindelijk van invloed op de smaak van het bier. Er zijn verschillende methodes, en brouwers kunnen deze methodes ook weer combineren teneinde een eigen, uniek bier te brouwen.

## Basisingrediënten

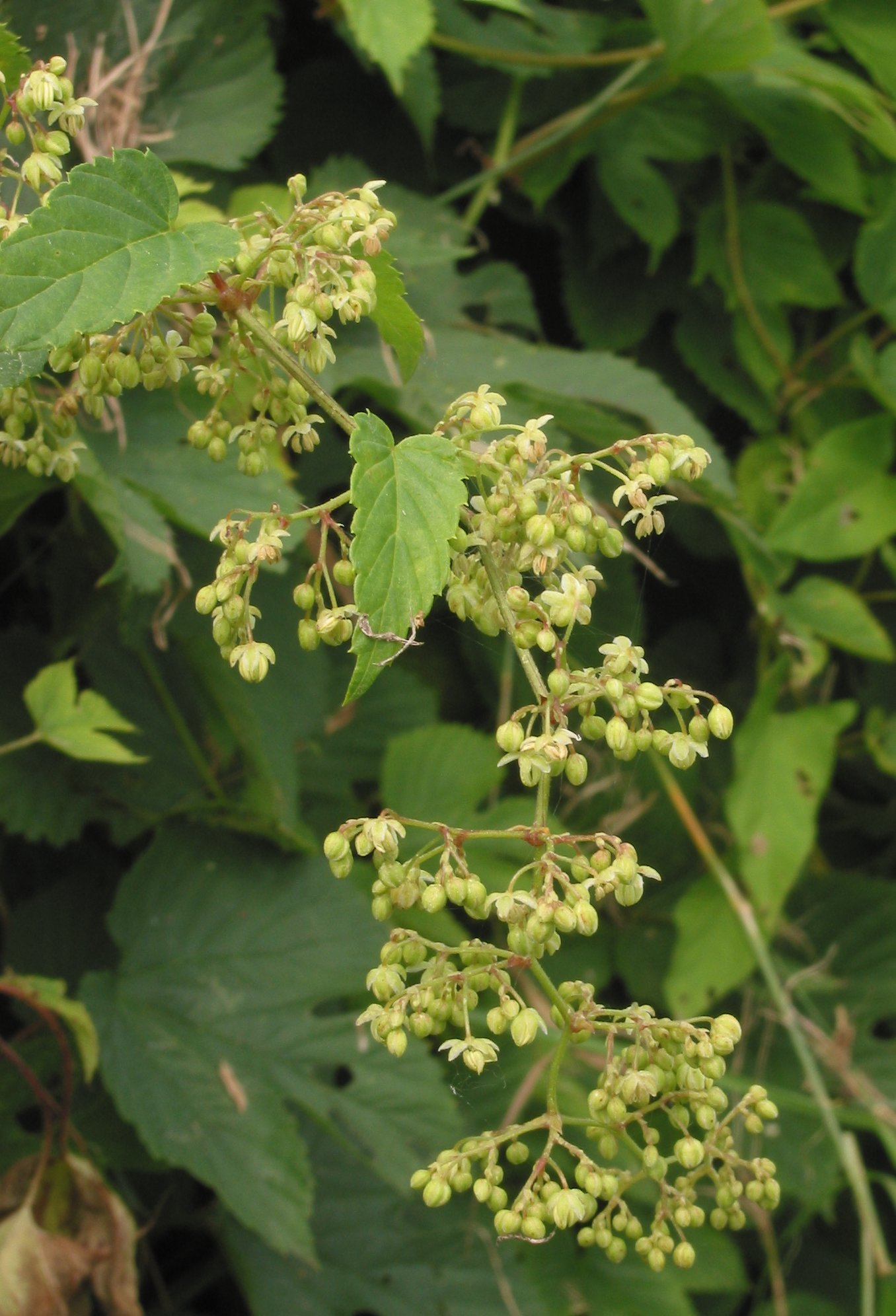
Hop

Van grote invloed op de smaak van het bier zijn de gekozen ingrediënten. De basisingrediënten van bier zijn water, graan (hoofdzakelijk gerst), hop en gist.

### Water
Aan het water dat voor bier gebruikt wordt, worden steeds hogere eisen gesteld. Het water moet zuiver zijn: vaak wordt het in de brouwerij zelf nog gezuiverd, gekookt en gecontroleerd. Veel brouwers gebruiken hun eigen bron en speciale mineraalwaters voor hun bieren, die soms op grote diepten gewonnen worden. Internationale brouwers, zoals Heineken, hebben vaak meerdere brouwerijen op verschillende locaties en gebruiken zo ook verschillende soorten water, waardoor ook de smaak van een eenvoudig pilsener per land kon verschillen. De meeste brouwerijen kunnen van elk water eerst door omgekeerde osmose of met ionenwisselaars gedemineraliseerd water produceren en vervolgens door de toevoeging van mineralen als CaCl2 een reproduceerbaar en locatie-onafhankelijk brouwwater maken.

### Graan
Het meest gebruikte graan voor het maken van mout is zomergerst, en dan in het bijzonder brouwgerst, dat een laag eiwitgehalte heeft, hoewel in principe alle graansoorten en ook zaden zoals boekweit in aanmerking komen. Gerst wordt verkozen omdat het een uitstekende samenstelling aan enzymen heeft en omdat door het specifieke kafvliesje van gerst de blad- en wortelkiem beter beschermd zijn dan bij andere graansoorten. Zomergerst wordt gebruikt omdat het een aar heeft met twee rijen korrels waardoor deze groter zijn en het eiwitgehalte lager is. Ook is de variatie in korrelgrootte bij deze rassen kleiner, in tegenstelling tot zesrijige wintergerst.

#### Mout
De gerst moet eerst in mout worden omgezet om het geschikt te maken voor het brouwproces. Gerst heeft verschillende kwaliteiten: het heeft veel zetmeel (dat gedurende het brouwproces wordt omgezet in suiker en uiteindelijk gedurende de gisting in alcohol), het gerstemout is goed te filteren, het heeft een intense smaak, is relatief gemakkelijk te verwerken en het bevat enzymen die bijna niet of in geringere hoeveelheden in andere granen aanwezig zijn. Gedurende het mouten van de gerst ontstaan ook enzymen, die juist in het brouwproces door temperatuursveranderingen optimaal werken om het zetmeel om te zetten tot suikers. Toch worden er voor het brouwen van bier ook andere granen dan gerst gebruikt, bijvoorbeeld tarwe (voor witbier), rogge (bijvoorbeeld de Finse biersoort sahti), maar dan moet daarbij een percentage gerst gebruikt worden.

#### Ongemout
Ongemout is de verzamelnaam voor granen die niet gemout zijn en mee worden gebrouwen. Ongemout is goedkoper dan mout en maakt het bier lichter. Ook kan ongemout toegevoegd worden met oog op de smaak.Sommige bieren worden geproduceerd met ongemout; het gehalte kan oplopen tot ongeveer 20%. Voorbeelden van ongemout zijn haver, rijst, tarwe en maïs. Deze granen voegen alleen zetmeel toe maar geen enzymen. Ze moeten dan in combinatie met mout gebruikt worden om verschillende enzymen die alleen in mout aanwezig zijn, toe te voegen aan het brouwsel.

### Hop
Bier verkrijgt zijn typische bittere nasmaak door de toevoeging van hop. Het werd, net als kruidenmengels zoals gruit, oorspronkelijk in de eerste plaats toegevoegd om de houdbaarheid van het brouwsel te verlengen. Er zijn veel hopvariëteiten met elk hun eigen smaak. Hop kan aromatisch, kruidig en bitter tegelijk zijn. De kwaliteit van de hop is van grote invloed op de smaak en het aroma van het bier. Goede hop is zeer subtiel en zorgt voor een lange nasmaak met veel ontwikkeling.
Na de introductie van gehopt bier uit Noord-Duitsland in de late middeleeuwen begon men ook in de Nederlanden al snel hop te verbouwen. Nederlandse hopboeren hebben rond 1500 de commerciële hopteelt in het Verenigd Koninkrijk geïntroduceerd. In Vlaanderen wordt anno 2018 nog hop verbouwd in de regio rond Poperinge. Eertijds was de regio Aalst - Asse in het grensgebied Oost-Vlaanderen - Vlaams-Brabant een gebied waar veel Vlaamse hop vandaan kwam.

### Gist
Gist is nodig om de suikers gewonnen in het brouwhuis met de omzetting van zetmeel tot suikers om te zetten in ethanol (alcohol) en koolstofdioxide (CO2). Brouwers gebruiken doorgaans hun eigen gist. Elke giststam heeft een eigen karakter en een eigen aroma en smaak en zal dus ook een eigen bier opleveren. In de meeste brouwerijen is meestal slechts één gist toegestaan omdat de brouwer erg bang is dat zijn eigen speciale gist gecontamineerd wordt met andere gisten, want gisten zweven ook in de lucht. Daarom is er ook een gistbank, die gisten bevat voor vele brouwerijen. In België is dit de gistbank van de KU Leuven. De Brewing Research Foundation in Engeland is ook een grote gistbank, waar vele Europese brouwerijen (inclusief Nederlandse en Belgische) hun gistcultuur opgeslagen hebben, zodat die gist nooit verloren zal gaan. De gist van een brouwsel wordt vaak in meerdere brouwsels verder gebruikt en wordt dagelijks gecontroleerd op bacteriën.

### Smaakmakers
Aan sommige bieren worden smaakmakers toegevoegd. Zo worden tijdens het brouwen van kriek zure kersen toegevoegd. Vele witbieren zijn gebrouwen met koriander en aan het bier Desperados wordt siroop van blauwe agave toegevoegd, om het een tequila-aroma te geven. Andere voorbeelden zijn sinaasappel- en citroenschillen, kaneel, anijs, gember, koffie en chocolade. Het gebruik en de innovatie hiervan is mede door de opmars van de microbrouwerijen in de Verenigde Staten enorm gegroeid.

## Mouten

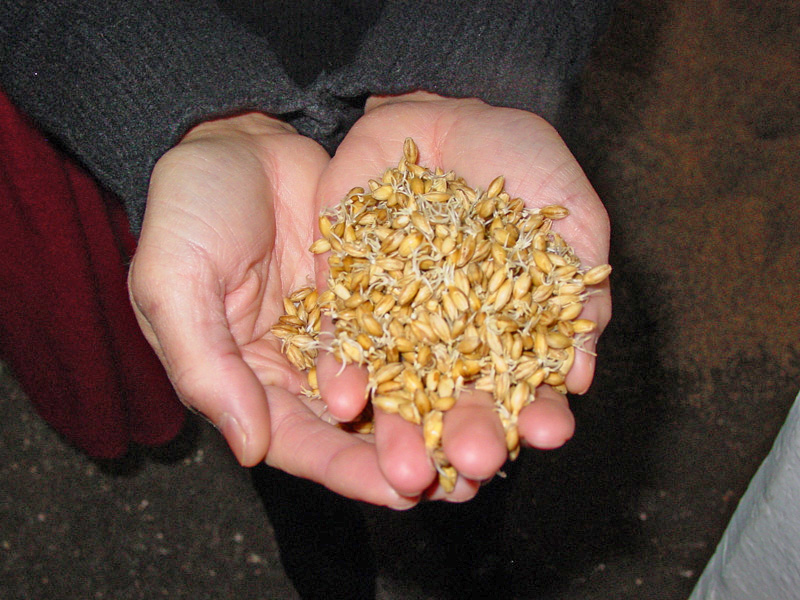
Mout

Mouten is het verwerken van graan, meestal gerst, tot ontkiemde, gedroogde korrels: mout. Het mouten vindt plaats in een mouterij. Het mouten is van belang om in de gerst de enzymen te vormen die nodig zijn om tijdens het brouwproces het zetmeel om te zetten in suikers.
Het brouwgerst wordt tijdens het mouten in water geweekt en gewassen en vervolgens enkele dagen in een warme ruimte, de kiemkast, gelegd. De vochtige gerst gaat door de warmte ontkiemen (er groeit een worteltje uit). Bij het ontkiemen worden er enzymen, alfa- en bèta-amylase, gevormd, die het in de korrel aanwezige zetmeel kunnen omzetten in suikers.
Het ontkiemen wordt gestopt door de gekiemde korrels over te brengen naar een droge ruimte en er warme lucht doorheen te blazen, het eesten, om aldus de korrels te drogen. Het product dat zo ontstaat heet mout.

### Roosteren en branden
Hoewel drogen het gebruikelijkst is, worden de gerstekorrels soms ook gebrand of geroosterd. Vroeger werd dit gedaan om het droogproces te versnellen. Met de moderne technieken is dat eigenlijk niet meer nodig, maar omwille van de smaak is het roosteren of branden van de korrels in zwang gebleven.
Ook bij het roosteren zijn er verschillende methodes. Hoe langer de korrels worden geroosterd, hoe donkerder de mout wordt. De mout krijgt dan vaak ook een typische, koffieachtige smaak die vooral in een stout prominent aanwezig is. Behalve op de smaak heeft het roosteren ook effect op de kleur van het bier: die wordt donkerbruin tot zwart.

### Roken
Een andere mogelijkheid is het roken van de mout. Hierdoor krijgt het bier een typische rooksmaak, die aan ham of paling doet denken. Soms wordt het zelfs bewust ook verbrand waardoor er een soort karamelsmaak ontstaat. Het roken van mout is in onbruik geraakt, behalve in het Duitse Bamberg, dat beroemd is om het rookbier. Gerookte mout is voor de ales in Engeland steeds een normale grondstof geweest en met de opkomst van de microbrouwerijen is het gebruik ervan gestegen.

## Schroten

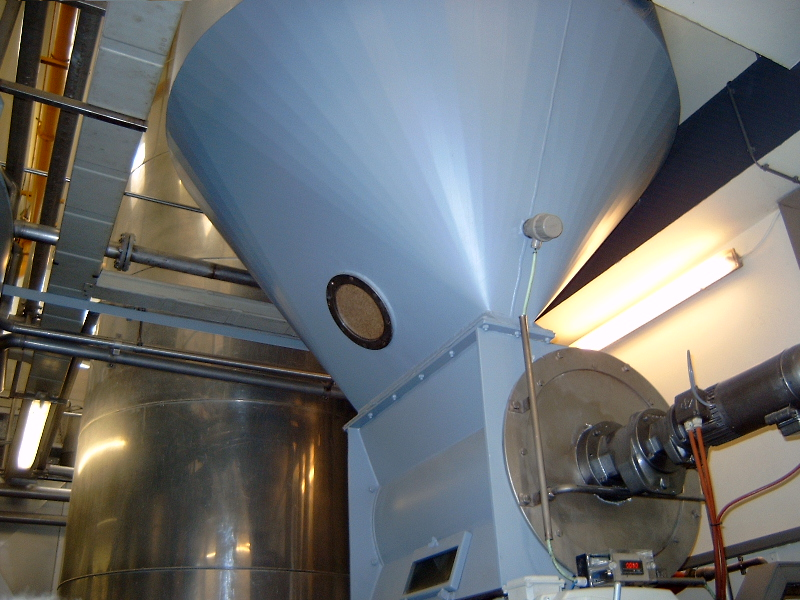
Schrootmolen bij de Gulpener Bierbrouwerij

De gedroogde mout moet worden vermalen om het zetmeel los te laten komen. Dit maalproces wordt schroten genoemd: de korrels worden zeer grof gemalen. Het kaf komt nu los van de gerst. Belangrijk is dat het kaf niet wordt beschadigd - dat is later in het brouwproces nog nodig als filtermateriaal. Verder zou het kaf een wrange bijsmaak aan het bier kunnen geven door de aanwezige tannine.
Hoewel het bij schroten dus de bedoeling is het eigen zetmeel te doen loskomen, voegen veel brouwers zelf ook zetmeel aan de gedroogde mout toe. Dit zou het proces vergemakkelijken, maar over het effect van deze toevoeging op het uiteindelijke bier verschillen de meningen van bierkenners.
Het resultaat van het schroten wordt schroot genoemd.

## Maischen
Bij het maischen wordt de mout in water opgelost. Hiervoor wordt het mengsel geleidelijk verwarmd: eerst tot 50 graden, waarna de temperatuur enige tijd stabiel wordt gehouden, dan tot 65 graden en uiteindelijk, nadat ook de temperatuur van 65 graden enige tijd stabiel is geweest, tot 75 graden. Bij deze verschillende temperaturen hebben de verschillende enzymen hun optimale werking.
De duur van het maischen en de duur van de periode waarin een zekere temperatuur wordt vastgehouden, zijn van grote invloed op de smaak van het bier. Op 65 graden wordt het aanwezige zetmeel in suikers omgezet door enzymen waarvan alfa- en bèta-amylase de belangrijkste zijn. Deze suikers zijn vergistbaar en zullen dus bij het vergisten (zie onder) worden omgezet in alcohol en CO2-gas. Hoe langer de temperatuur van 65 graden wordt aangehouden, hoe alcoholischer het bier. Het risico is echter dat het bier te dun en te alcoholisch wordt. Daarom wordt na enige tijd voor de hogere temperatuur van 75 graden gekozen: de suikers die nu ontstaan, worden later niet meer vergist, en dragen dus bij aan de zoetheid en volheid van het bier.

## Klaren
Het beslag dat het resultaat is van het maischen, bestaat uit een suikerrijke vloeistof en ronddrijvende vaste bestanddelen. Deze vaste bestanddelen worden voor het bier niet meer gebruikt en moeten dus uit de vloeistof worden gefilterd. Dit proces noemt men het klaren.

### Draf
Het achterblijvende, niet oplosbare moutafval heet draf of bostel. Deze bostel wordt als hoogwaardige eiwitbron afgezet in de Nederlandse melkveehouderij. Bij het afspoelen van de bostel komt nog vloeistof vrij die tot bier kan worden verwerkt, zij het bier met een laag alcoholgehalte: ‘klein bier’ of ‘dunbier’. Nederlandse brouwerijen verwerken dergelijk dunbier tot zogenaamd oud bruin door er zoetstoffen aan toe te voegen.

### Wort
Veel belangrijker dan het dunbier is het wort. Het wort is de basis van het bier. Deze moutpap bevat zowel vergistbare als onvergistbare suikers en bevat daarmee eigenlijk de blauwdruk van het bier dat het resultaat zal zijn.

## Koken

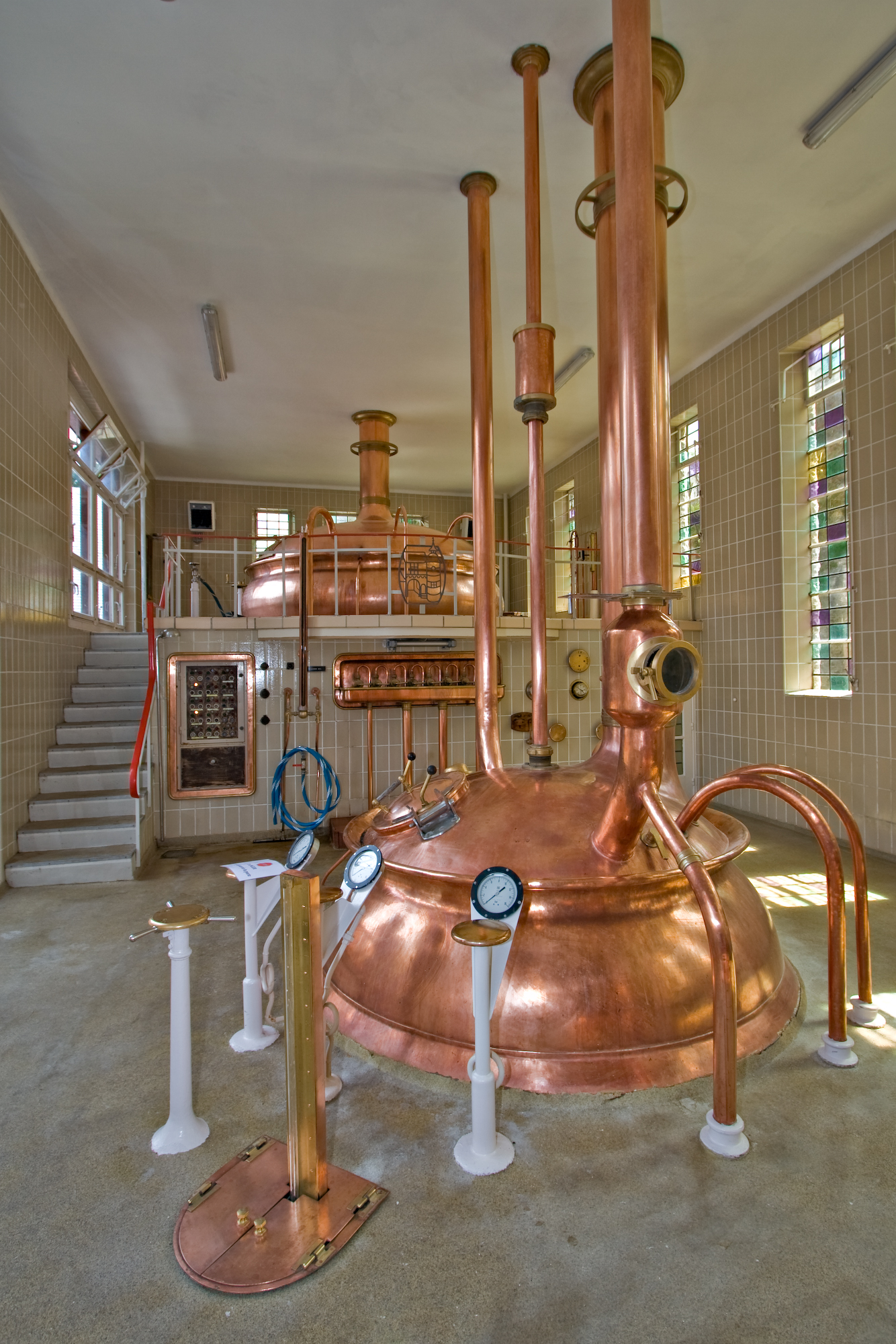
Brouwketel in Rochefort, België

Na het klaren wordt het wort gekookt. Het koken vervult drie functies - het stoppen van de werking van de enzymen, het isomeriseren van de toegevoegde hop en het steriliseren van het water. Vroeger werd de hop in de vorm van gedroogde bloembellen toegevoegd, maar tegenwoordig kan ook voor geconcentreerde stroop (hopextract) of poeder (hoppellets) gekozen worden. De hopbellen zijn doorgaans aromatischer als men dit vergelijkt met hopextract en zullen in het eindproduct nadrukkelijker aanwezig zijn. Hoe meer hop er wordt gebruikt, hoe bitterder het bier en des te meer hoparoma aanwezig is in het bier. Hop zorgt echter niet alleen voor de bittere smaak van bier, maar ook voor een stabiele schuimkraag en de betere conservering, en niet te vergeten het distincte aroma van het bier. Tevens zorgen het kookproces en de hop ervoor dat een groot deel van de in het wort aanwezige eiwitten uitvlokken en afgefilterd kunnen worden. Door het gedeeltelijk verdampen van het water stijgt de concentratie suikers (het zogenaamde stamwortgehalte): het bier wordt voller en zwaarder.
De hop of hopproducten moeten gekookt worden, anders worden de bitterstoffen en het hoparoma niet vrijgegeven in het wort; dit heet het isomeriseren van de alfa- en bètazuren. De geïsomeriseerde alfazuren en bètazuren smaken bitter, de niet geïsomeriseerde alfazuren en bètazuren smaken niet bitter.

## Filtreren na het koken
De uitgevlokte eiwitten en de resten van de hopbellen moeten na het koken weer uit het bier gefilterd worden. Daarom wordt de vloeistof door een zeef getrokken of gecentrifugeerd. Indien het wort over een zeef wordt gestort (of gepompt) dan doen de hopbellen ook dienst als een natuurlijke filter.

## Vergisten
Nadat het wort is gefilterd wordt het gekoeld. Dit koelen moet zo snel mogelijk gebeuren, om bacteriën geen kans te geven. De koeltemperatuur is van belang: is deze laag (ca. 5 graden) indien een Saccharomyces carlsbergensis type gist of wel een ondergistend gist wordt gebruikt, dan duurt de gisting langer en is het resultaat een bier van het type lager of pils. Wordt het bier niet verder afgekoeld dan tot kamertemperatuur dan gaat de gisting veel sneller, dit wordt gedaan bij een bovengistend of Saccharomyces cerevisiae type gist en resulteert in een biertype ale, zoals de Belgische speciaalbieren en de Engelse bieren.
Na het koelen worden gist en lucht toegevoegd. De toevoeging van lucht is noodzakelijk voor een snelle vermeerdering van de gistcellen die voor hun reproductie zuurstof nodig hebben. De vergistbare suikers uit het wort worden tijdens deze hoofdgisting omgezet in alcohol, koolzuurgas en smaakstoffen afhangend van het succes van een goede gisting. Problemen gedurende de gisting zoals verandering van temperatuur zullen ertoe leiden dat het proces van omzetting tot suikers wordt verbroken en zodoende "bijproducten" zoals diacetyl worden gevormd die onaangename aroma's (b.v. boter- en uiengeur) produceren.
Na de gisting is er niet langer sprake van "wort", "vloeistof" of "moutpap": eindelijk heet het bier. Bier (type lager) dat één keer gegist is wordt jongbier genoemd: een tussenproduct met weinig smaak en nauwelijks koolzuur. In het jongbier zitten verschillende stoffen die het bier een slechte smaak en kwaliteit bezorgen: een volgende gisting moet deze stoffen oplossen.

## Lageren

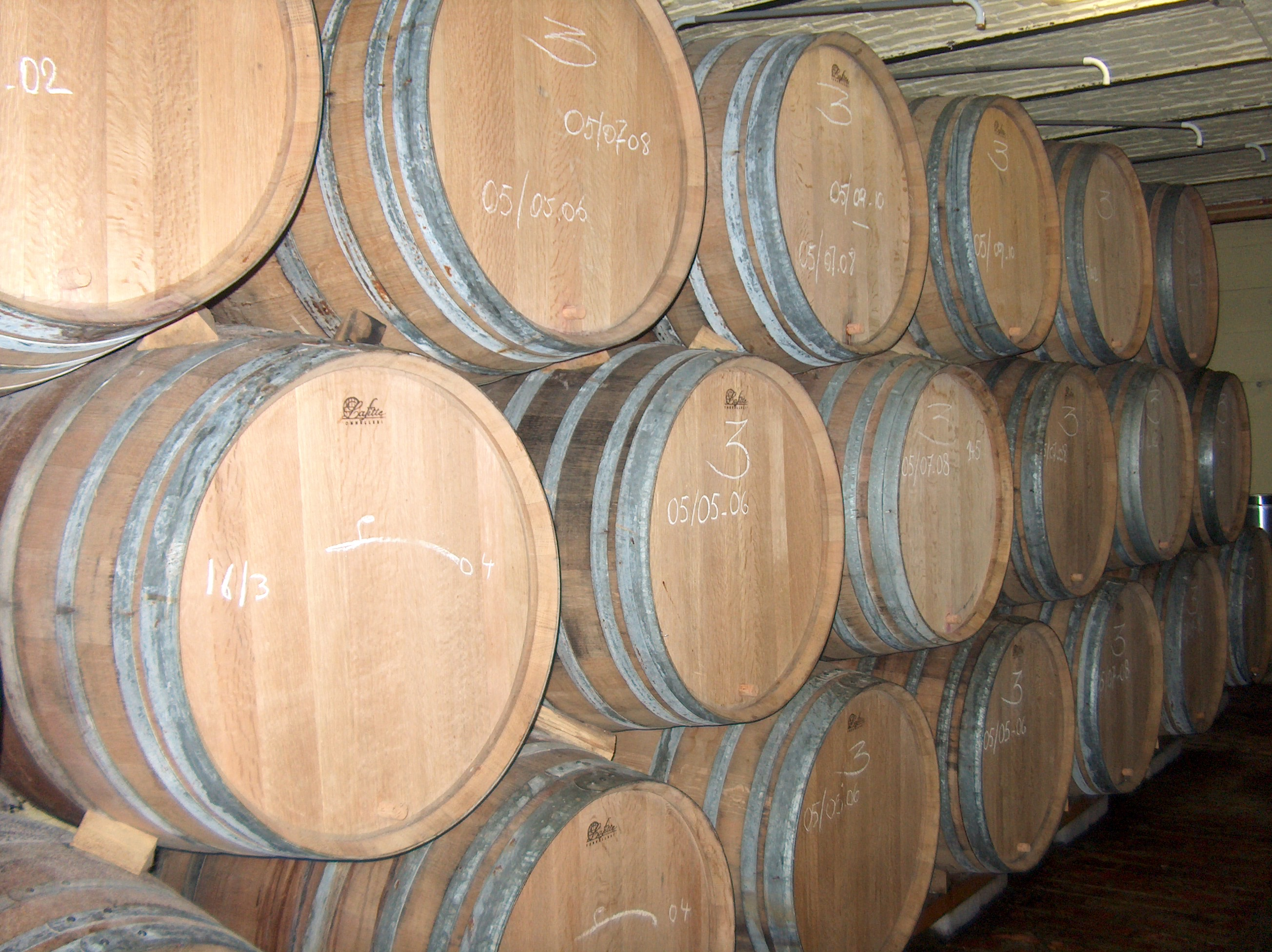
Eikenhouten biervaten

De tweede gisting vindt plaats in gesloten kuipen en wordt wel lageren genoemd, afgeleid van het Duitse woord opslaan. Omdat de kuipen gesloten zijn, kan het koolzuur niet ontsnappen en kan het bier bruisend en prikkelend worden door het koolzuur dat het in het bier opneemt. De lagering duurde vroeger meestal meer dan 3 maanden, maar is sindsdien aanmerkelijk verkort in bieren van het type lager, terwijl voor sommige bieren van het type ale het slechts een week is.
De meeste brouwers maken gebruik van grote metalen kuipen, maar traditioneel worden eikenhouten vaten gebruikt. Die geven ook hun smaak aan het bier en dragen bij aan het karakter ervan. Deze oude rijpingsmethode wordt in België en in enkele andere landen (Engeland en Amerika) nog in ere gehouden, wat de kwaliteit van die bieren uniek maakt. Deze methode wordt nu ook gekopieerd in microbrouwerijen wereldwijd.

## Filtering, pasteurisatie of direct op fles: een keuze
Veel bier wordt, voorafgaand aan het bottelen, nog eens gefilterd. Zo wordt het gist verwijderd en ontstaat een helder bier. Veel consumenten geven de voorkeur aan een gefilterd bier. Gefilterd bier heeft geen smaakevolutie op de fles; de consument kan dus vertrouwen op de smaak die hij van het bier gewend is. Hetzelfde geldt voor pasteurisatie, dat als bijkomend voordeel heeft dat het bier langer houdbaar is.
Niet elke bierliefhebber geeft de voorkeur aan gefilterd bier. Ongefilterde bieren hebben vaak een gelaagdere smaak en meer karakter. Veel witbieren worden niet gefilterd, wat voor de typische troebele kleur zorgt. De meeste zwaardere bieren, zoals de bekende trappisten, worden evenmin gefilterd en hebben een nagisting op de fles. Dat hoeven niet altijd zwaardere bieren te zijn want in Engeland en Amerika worden bieren met 5 tot 6% alcohol geproduceerd met nagisting op de fles waarbij het bier wel gefiltreerd wordt maar daarna wordt een speciale gist toegevoegd. Vergelijk ook Cantillon Geuze en Orval die beide met de zeer langzame gist Brettanomyces worden verwerkt. Vele van deze bieren op de fles worden dan eigenlijk gedecanteerd voordat men ze drinkt, terwijl andere consumenten het graag met de gist erin drinken.
Voordat hij gaat filteren kan de brouwer ook nog andere keuzes maken. Sommige brouwers kiezen ervoor het gerijpte bier te mengen met een jongbier, om een gelaagdere smaak te krijgen, of ze voegen nog andere ingrediënten toe, bijvoorbeeld vruchten (krieklambiek). Soms wordt ook nog een beetje suiker toegevoegd.

## Op fles of op fust (vat)
Bier wordt gebotteld of op een fust of vat gedaan. Fusten zijn populair in cafés: veel consumenten geven de voorkeur aan een getapt bier. Getapt bier heeft geen kans om geoxideerd te worden in het licht of de zon zoals sommige flessenbieren. Met name de zwaardere bieren worden vooral op fles gewaardeerd en veel zware bieren zijn niet eens van het fust te verkrijgen.